# Mid Sweden 365
Mid Sweden 365, marknadsfört som MidSweden365, är en skidtunnel i ett berg utanför Gällö i Sverige. Tunneln var tidigare en del av en militär anläggning. 
Banan för längdskidåkning sträcker sig över 1,3 kilometer och till stor del inne i berget. Banan är kuperad och rymmer både ett spår för klassisk stil och en yta för skejt. Därutöver finns sex skjutbanor för skidskytte och en testbacke. Temperaturen håller -4 grader celsius året om. Skidtunneln invigdes 23 september 2017. 